# 鹿茸

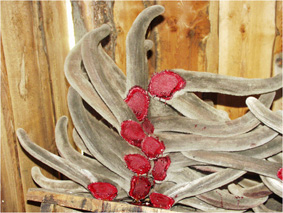

鹿茸可指中藥單方中雄鹿的未骨化密生絨毛的幼角，已骨化的角另為單方鹿角，主要採用馬鹿或梅花鹿的角。
中國大陸是全球鹿茸資源最豐富的地区，產地為東北、新疆、內蒙、青海、山西等地區。新西蘭是世界最大的鹿茸生產國，每年生產450噸。而中國大陸每年生產400噸。
鹿茸必须是雄鹿刚刚长出具有蜡质的幼角。如果完全长成，则已经骨化，成为鹿角，药用价值大大下降。

## 鹿茸片

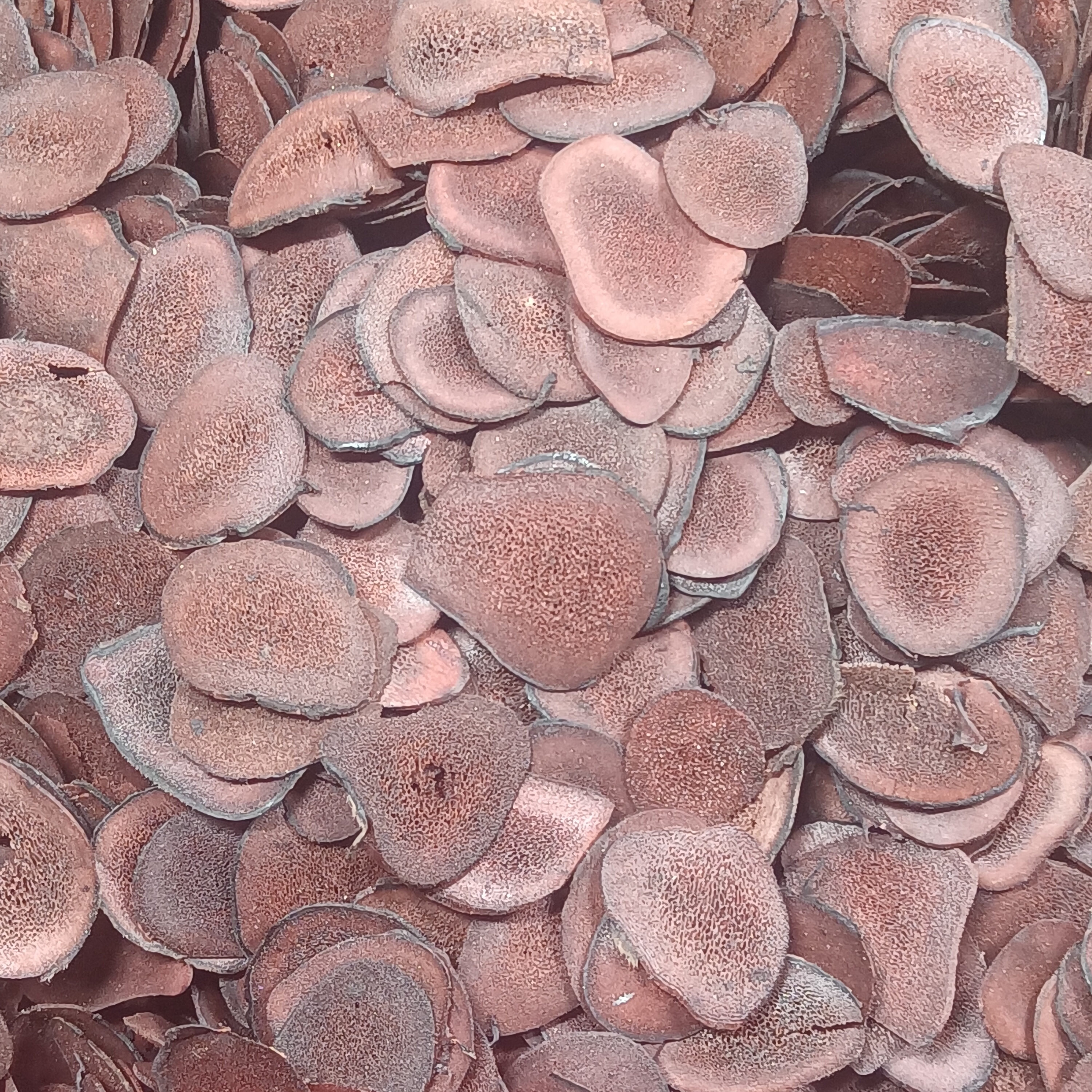
鹿茸片

鹿茸片，又称茸片，有所谓蜡片（鹿茸最上面两段切片，真正的鹿茸片，滋补药效最高，最为珍贵）、血片（鹿茸中段切片，鹿茸最后部分，带有少量梅花鹿血，价值下降）、基片（鹿茸最下段切片，又称骨片）、角片（实际是完全骨化的鹿角切片，价格便宜）之分。

## 鹿茸酒

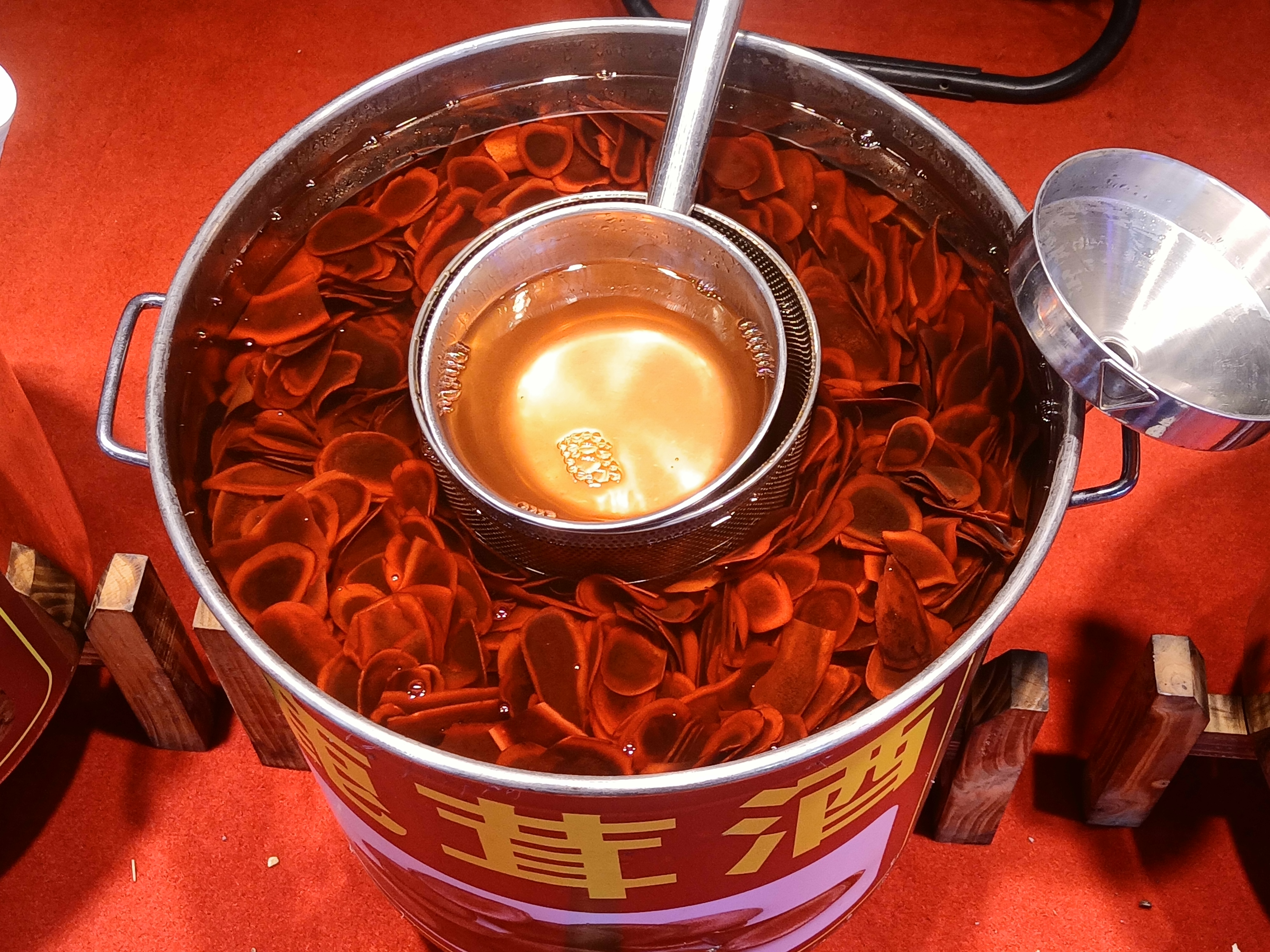
鹿茸酒

鹿茸可以製成鹿茸酒。

## 藥用
一般多數國家或地区是將列入其國家藥典的物質列入藥品管制，比如台灣有對屬於中藥用途的進出口檢驗或資格要求，及針對生產，加工等需有相關藥品生產製造相關設備、具備相關證照人員、證書等.比如說台灣曾經發生的珍珠磨粉是否須為GMP中藥生產製造廠登記相關爭議。但這又衍生出同時也有非中藥用物質的輸入不受相關中藥管制，但可能移作中藥使用的問題。比如說台灣對鹿茸相關的進出口稅則是包含中藥用與否:
- 05079018009	鹿角（包括中藥用）	Antlers (incl. for Chinese drugs)
- 05079019008	乾鹿茸（包括中藥用）	Lu Jung (Cervi parvum cornu) (incl. for Chinese drugs)
- 05079020005	其他鹿茸（包括中藥用）	Other deer velvet [Lu jung (cervi parvum cornu) (incl. for Chinese drugs)]
- 05079022003	鹿角碎（包括中藥用）	Lu Chiao Ts'uei (Cervi cornus fragmenta) (incl. for Chinese drugs)[9]

### 古代本草
- 東漢時《神农本草经》中曾記載：“主漏下恶血，寒热惊痫，益气强志，生齿不老。”
- 魏晉南北朝時期的《名医别录》中也曾記載鹿茸的功效：“疗虚劳……，羸瘦，四肢酸痛，腰脊痛，小便利，泄精，溺血。”
- 明代醫學家李时珍在《本草纲目》上撰述：“生精补髓，养血益阳，强健筋骨内。治一切虚损，耳聋，目暗，眩晕，虚痢。”

### 中國藥典2010年版
為梅花鹿Cervus nippon Temminck, 馬鹿 Cervus elaphus Linne，雄鹿未骨化密生絨毛的幼角。

### 韓國草藥藥典
매화록(梅花鹿) Cervus nippon Temminck, 마록(馬鹿) Cervus elaphus Linne 또는 대록(大鹿) Cervus canadensis Erxleben (사슴과 Cervidae)의

### 第十六改正日本藥局方

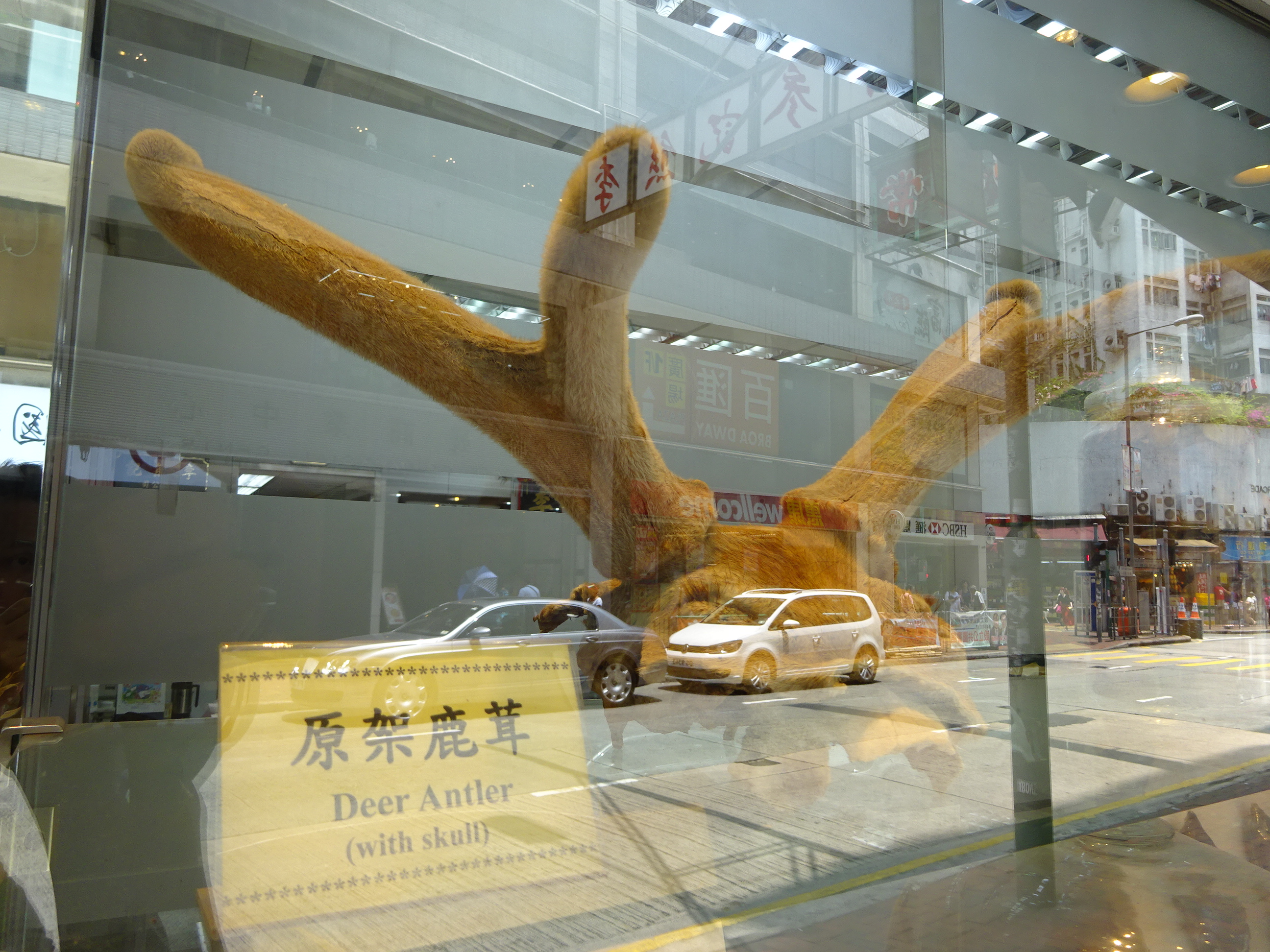

未收錄鹿相關產品

### 台灣中藥典第二版
未收錄鹿相關產品

### 香港中藥材標準
未收錄鹿相關產品

## 外部連結
- 鹿茸 中藥材圖像數據庫  (香港浸會大學中醫藥學院) （中文）（英文）
- 鹿茸 Lu Rong（页面存档备份，存于） 中藥標本數據庫 (香港浸會大學中醫藥學院) （繁體中文）（英文）